# Amadeu Ferreira Weinmann
Amadeu Ferreira Weimann (Porto Alegre, 26 de setembro de 1907 — ?) foi um médico e político brasileiro.
Filho de Amadeu Weinmann e Anna Ferreira da Silva Weinmann. Formou-se em medicina pela Faculdade de Medicina de Porto Alegre, em 1932. Clinicou em Ijuí, teve primeiramente seu hospital próprio, Hospital São Roque, tendo sido um dos fundadores do Hospital de Caridade de Ijui.
Como político, foi eleito vereador pelo Partido Libertador, imediatamente após a queda de Getúlio Vargas, a que combateu no período do Estado Novo.  Foi eleito pelo mesmo Partido Libertador, em 3 de outubro de 1954, deputado estadual, para a 39ª Legislatura da Assembleia Legislativa do Rio Grande do Sul, de 1955 a 1959. Depois desse mandato, não mais se candidatou voltando a clinicar na cidade que escolhera.
Foi da primeira turma do CPOR-PA, curso de cavalaria, tendo sido agraciado com a medalha do Pacificador. Foi agraciado com o título de 'Ijuiense Emérito' Pela Câmara de Vereadores de Ijui. Casou-se com Dalva de Almeida Weinmann com teve seis filhos, Ana, Amadeu, Maria da Graça, Maria Helena, Pedro Jorge e Geraldo Antônio. Viúvo, posteriormente casou-se com Scylla Guimarães Martins.